# FlyQuest
FlyQuest é uma organização estadunidense de esportes eletrônicos sediada em Los Angeles, foi fundada em 6 de janeiro de 2017. Pertence a família Viola, também proprietária do Florida Panthers.
A FlyQuest foi fundada originalmente após a aquisição da equipe de League of Legends do Cloud9 Challenger, que era a equipe secundária da Cloud9. A Cloud9 Challenger se classificou para a LCS em agosto de 2016, ao lado do elenco principal da Cloud9 porém, o regulamento da competição proíbe uma organização de possuir mais de um representante na mesma liga, então o time foi vendido ao coproprietário do Milwaukee Bucks, Wesley Edens, e ao Fortress Investment Group e rebatizado para FlyQuest, mantendo o elenco.
Tricia Sugita foi apontada como CEO em 2020, enquanto Ryan Edens seria nomeado para o cargo de presidente. Ela deixou a equipe em 13 de junho de 2022, juntando-se a Cloud9 para ser Chefe de Marketing. Micheal Choi foi apontado como o novo CEO. Em setembro de 2022, a família Viola, proprietária do Florida Panthers, adquiriu a FlyQuest. Em dezembro de 2022, Brian Anderson foi nomeado o novo CEO.